# Aeroporto di Hong Kong Kai Tak
L'Aeroporto di Hong Kong Kai Tak (IATA: HKG, ICAO: VHHX) è stato l'aeroporto internazionale di Hong Kong.
Celebre a livello internazionale per le difficili procedure di avvicinamento alla pista (a causa dei grattacieli e delle colline confinanti, tali da rendere impossibile l'avvicinamento diretto), rimase attivo dal 1925 al 1998, per poi essere chiuso e sostituito dall'aeroporto di Chek Lap Kok.

## Caratteristiche

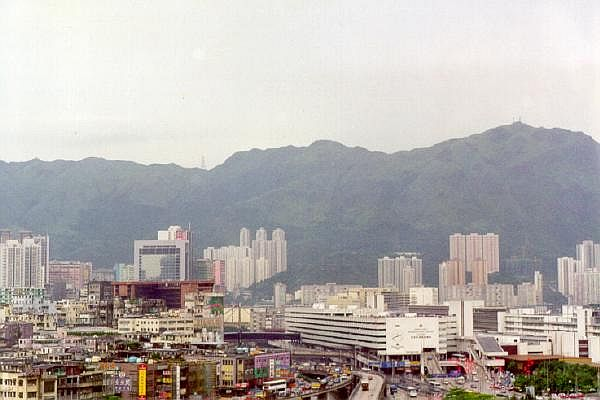
L'aeroporto era sito in una zona altamente urbanizzata. Al centro della foto si notano i parcheggi, sulla destra gli uffici della direzione.

L'aeroporto Kai Tak era sito nel settore orientale della Baia di Kowloon, nell'omonimo distretto di Hong Kong. A meno di 10 km a nord/nord-est della struttura vi erano dei rilievi collinosi alti fino a 609 m. A est della pista le colline distavano solo 5 km. A sud dello scalo vi era il Victoria Harbour e l'isola principale di Hong Kong, anch'essa dominata da alte colline.
Al momento della chiusura il Kai Tak aveva una sola pista di atterraggio, lunga 3390 m, numerata 13/31 e orientata sud-est/nord-ovest: gran parte della struttura sorgeva su una penisola artificiale realizzata mediante opere di polderizzazione.
La zona attorno all'aeroporto, specie a settentrione, aveva subìto nel tempo un vasto processo di urbanizzazione, sicché lo scalo si era via via ritrovato serrato in mezzo a una sterminata selva di edifici, anche di notevoli dimensioni.

## Storia

### 1920-1930
Nel 1922 due uomini d'affari Ho Kai e Au Tak costituirono la società Kai Tak Investment Company e chiesero di acquistare dei terreni a Kowloon, nella colonia britannica di Hong Kong, per destinarli al mercato immobiliare. Fallito tale progetto i due soci decisero di sfruttare i terreni acquisiti per aprire un aeroporto: in poco tempo venne approntata una prima pista in erba.
Nel 1924 l'aviatore Harry Abbott aprì presso l'aeroporto la Abbott School of Aviation; nello stesso periodo la Royal Air Force prese in gestione lo scalo, ove progressivamente si stabilirono vari altri club di aviazione. Nel 1928 la struttura (progressivamente ampliata prosciugando tratti di mare mediante polderizzazione) venne dotata di un pontile in calcestruzzo, onde consentire l'attracco degli idrovolanti che ammaravano nella baia di Kowloon. Nel 1935 l'aeroporto fu dotato di hangar e torre di controllo e l'anno dopo vi si basò la prima compagnia aerea stabile di Hong Kong.

### Seconda guerra mondiale
Nel 1941 Hong Kong fu conquistata dal Giappone: gli invasori provvidero ad ampliare il Kai Tak impiegando prigionieri di guerra come operai forzati. Furono quindi costruite due piste in cemento, numerate 13/31 e 07/25.
Durante i lavori si provvide ad abbattere le antiche mura della cittadella di Kowloon e una colossale statua coeva (alta 45 m) dedicata all'imperatore Sung Wong Toi: le macerie furono triturate e riutilizzate come materiali edili: dal 2001 è allo studio la loro ricostruzione.

### 1945-1970
Tra il settembre 1945 e l'agosto 1946 lo scalo, riconquistato dalle truppe alleate, venne trasformato in base della Royal Navy e ribattezzato "HMS Nabcatcher".
A guerra conclusa la struttura rimase militarizzata ancora per qualche anno: nel 1954 si iniziò a parlare di una sua trasformazione in aeroporto civile. Nel 1957 la pista 13/31 fu allungata a 1.664 m, mentre la 7/25 fu lasciata a 1.450 m;; nello stesso anno la BOAC iniziò a operare voli di linea Londra-Tokyo con scalo a Hong Kong.
Nel 1958 la pista 13/31 fu estesa a 2.542 m di lunghezza mediante espropri di terreno e nuove opere di polderizzazione; nel 1962 fu inaugurato un nuovo terminal passeggeri e nel 1975, con la demolizione della pista 7/25, la pista 13/31 fu allungata a 3.390 m.

### 1980-1990: il boom
L'espansione economica e demografica di Hong Kong nel tardo XX secolo incrementò sensibilmente il traffico operante sul Kai Tak, le cui strutture erano progettate per ospitare al massimo 24 milioni di passeggeri all'anno. Nel 1996 lo scalo accolse invece 29.5 milioni di passeggeri e 1,56 milioni di tonnellate di cargo, posizionandosi al terzo posto nella lista degli aeroporti più trafficati al mondo.
Nel frattempo l'area urbana di Kowloon era notevolmente aumentata e l'aeroporto si ritrovò presto serrato in una selva di edifici residenziali: gli aerei in arrivo dovevano necessariamente (e pericolosamente) sorvolarli a bassa quota, causando inoltre elevati livelli di inquinamento acustico; il governo locale provvide pertanto a limitare l'altezza massima degli edifici e vietò le operazioni di volo da mezzanotte fino alle 6:30 del mattino.
Nei tardi anni 1980 il governo di Hong Kong si risolse a formulare un progetto per dismettere lo scalo, ormai troppo vetusto, sovraffollato e pericoloso, e costruire una nuova aerostazione: allo scopo fu scelta l'isola di Chek Lap Kok.

### La chiusura
Il 6 luglio 1998 il nuovo aeroporto di Chek Lap Kok fu aperto al pubblico e subito si provvide a togliere dal Kai Tak tutte le attrezzature e gli aerei che si trovavano.
Alle ore 01:28, dopo che anche l'ultimo aereo fu decollato, l'aeroporto Kai Tak venne ufficialmente chiuso al traffico. Questi furono gli ultimi servizi operati:
- Ultimo arrivo: Volo Dragonair KA841, proveniente dall'aeroporto di Chongqing (operato con un Airbus A320-200), atterrato alla pista 13 alle ore 23:38.
- Ultimo volo di linea in partenza: Volo Cathay Pacific CX251 per l'aeroporto di Londra Heathrow (Boeing 747-400), partito dalla pista 13 a 00:02.
- Ultimo decollo: Volo Cathay Pacific CX3340 di trasferimento all'aeroporto di Chek Lap Kok (Airbus A340-300), partito dalla pista 13 all'1:05.

Allorché l'ultimo aereo fu decollato, nella torre di controllo si tenne una breve cerimonia di commiato, al termine della quale un controllore del traffico aereo spense le luci sulla pista e disse alla radio:
Immediatamente l'aeroporto perse i propri codici ICAO e IATA, che furono riassegnati allo scalo di Chek Lap Kok, il quale tuttavia non era ancora del tutto pronto per l'apertura, specie per quanto concerne la gestione dei servizi cargo. Ancora per qualche mese il Kai Tak (re-immatricolato allo scopo con il codice ICAO provvisorio VHHX) venne dunque utilizzato.
Gli edifici dell'area aeroportuale furono poi reimpiegati in vari modi: perlopiù vi furono impiantati uffici governativi ed esercizi commerciali.
Tra il dicembre 2003 e il gennaio 2004 l'ex terminal passeggeri fu demolito. Si parlò anche di una riapertura della pista per la sola aviazione generale, ma il governo rifiutò, optando invece per una riqualificazione dell'area.

## Struttura

### Terminal e infrastrutture

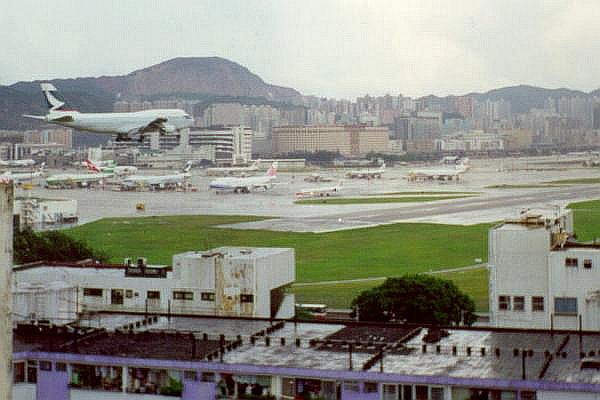
Un Boeing 747 della Cathay Pacific in atterraggio al Kai Tak, sulla pista 13.

Il terminal passeggeri, con annesso parcheggio, si trovava nella zona nord dell'aeroporto, all'altezza della pista 13, ed era dotato di otto aree di imbarco. Il terminal cargo si trovava invece nella zona sud del piazzale orientale.
A causa del poco spazio disponibile, le riserve di carburante si trovavano tra il terminal passeggeri e gli hangar, siti nella zona est del piazzale.

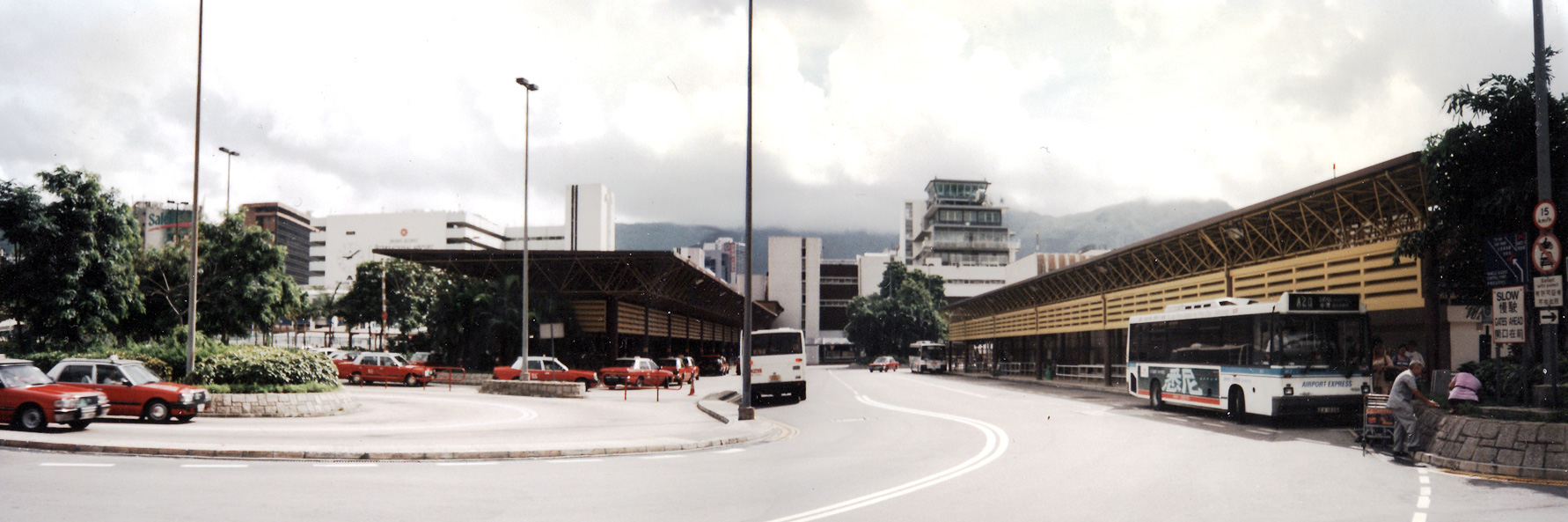
Esterno del terminal.

### Decollo e atterraggio
I decolli, per via della conformazione del territorio, avvenivano perlopiù dalla testata 13: partendo da lì infatti, gli aerei potevano prendere quota sorvolando la baia di Kowloon, senza passare sopra la città e le colline, cosa che invece accadeva in caso di decollo dalla pista 31, che portava gli aerei proprio sopra l'abitato, con conseguente necessità di prendere quota il più rapidamente possibile.
Sebbene la pista 31, dotata di ILS, consentisse atterraggi più sicuri e con avvicinamento diretto, la direzione del vento obbligava perlopiù ad atterrare alla pista 13, con tutto ciò che ne conseguiva:

#### L'atterraggio alla pista 13
Gli atterraggi alla pista 13 del Kai Tak erano molto spettacolari. Data la morfologia del territorio, con i suoi rilievi collinosi, gli aerei non potevano effettuare un avvicinamento diretto ed erano costretti a compiere una manovra molto complessa, che prevedeva il sorvolo a bassa quota del densissimo centro abitato della baia di Kowloon, con il solo aiuto dell'IGS (Instrument Guidance System, installato nel 1974, un "sentiero" di luci di segnalazione collocate su alti piloni al di sopra dell'area urbana) e dell'apparato Calvert-PAPI.
Gli aerei in arrivo, allorché giungevano in vista della collina Checkerboard Hill(22°20′20″N 114°11′02″E) (i cui fianchi erano cementificati e dipinti con una scacchiera bianca e rossa, ulteriormente evidenziata da luci di segnalazione) effettuavano una virata a destra di 47° che li portava ad allinearsi con la pista, la cui soglia distava appena 3,7 km dalla collina. A virata completata i piloti dovevano comunque correggere la traiettoria per "centrare" il più correttamente possibile la striscia d'asfalto: non era raro vedere aerei costretti a bruschi cambi di direzione a pochi metri dal contatto col suolo. Tale manovra divenne nota tra i piloti come "Hong Kong Turn" o "Checkerboard Turn" e contribuì a rendere l'aeroporto famoso in tutto il mondo.
Bisogna inoltre ricordare che la zona dell'aeroporto era spesso battuta da forti venti, tali anche da deviare la traiettoria dei velivoli, con un conseguente aumento del pericolo. Se le condizioni meteorologiche erano troppo proibitive la testata 13 veniva chiusa al traffico aereo.

Pianta dell'aeroporto Kai Tak.
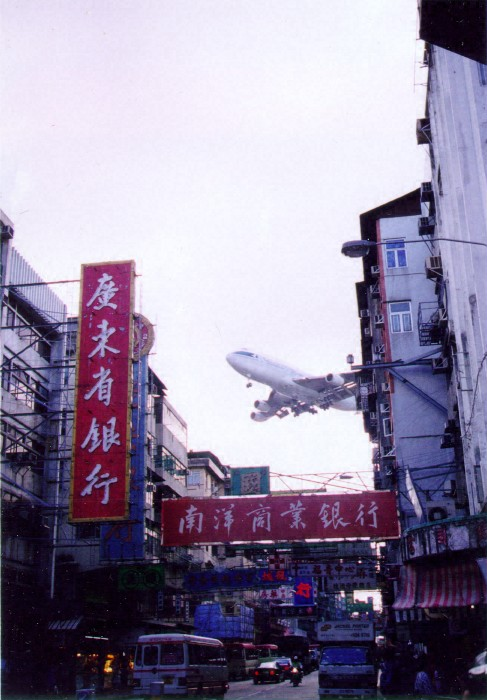
Un Boeing 747 della Cathay Pacific in discesa verso la pista 13, mentre sorvola l'abitato di Kowloon.
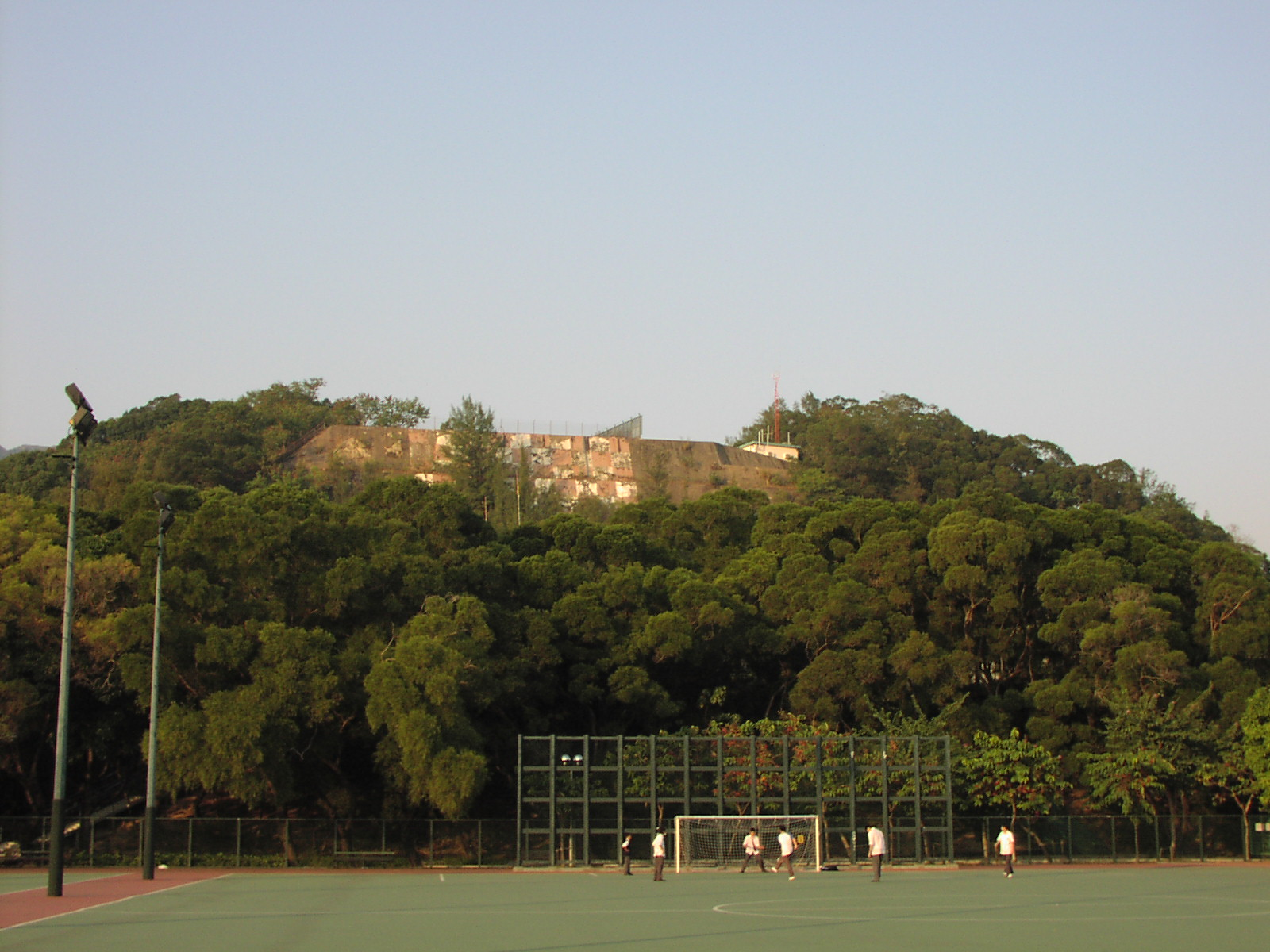
La collina "Checkerboard Hill", punto di riferimento per la discesa alla pista 13.

## Incidenti
- 21 dicembre 1948: Un Douglas DC-4 della Civil Air Transport in atterraggio al Kai Tak cade sulla vicina Basalt Island. Muoiono 33 persone.[18]
- 24 febbraio 1949: Un Douglas DC-3 della Cathay Pacific sbaglia l'avvicinamento e cade sulle colline retrostanti lo scalo. Muoiono 23 persone.[19]
- 11 marzo 1951: Un Douglas DC-4 della Pacific Overseas Airlines sbaglia l'ascesa in quota dopo il decollo e precipita nell'area tra Mount Butler e Mount Parker. 23 morti.[20]
- 9 aprile 1951: Un Douglas DC-3 della Siamese Airways in fase di atterraggio nottetempo precipita. Il capitano presumibilmente aveva ridotto eccessivamente la velocità, facendo stallare il velivolo. 16 persone muoiono.[21]
- gennaio 1961: Un C-47 Skytrain dell'US Air Force si schianta su mount Parker poco dopo il decollo.
- 24 agosto 1965: Un Lockheed Hercules C-130 del corpo dei Marines USA va fuori controllo poco dopo il decollo dalla pista 13 e cade nel porto. 59 dei 71 marines a bordo perdono la vita. Questo rimarrà il peggior incidente avvenuto al Kai Tak.[22]
- 30 giugno 1967: Un Sud Aviation SE-210 Caravelle III della Thai Airways International in fase di atterraggio, complice un tifone, precipita in mare a poca distanza dalla pista 25. Il copilota, che si trovava in quel momento ai comandi, aveva effettuato un brusco cambio di direzione, facendo cadere in picchiata il velivolo. Muoiono 24 passeggeri.[23]
- 2 settembre 1977: Un Canadair CL-44 della Transmeridian Air Cargo va fuori controllo e precipita in mare poco dopo il decollo. La causa fu un guasto al motore 4, che aveva incendiato il carburante nei serbatoi. Muoiono 4 persone.
- 9 marzo 1978:[24] un ingegnere di volo della China Airlines prende in ostaggio un Boeing 737-200 carico di passeggeri, chiedendo di essere trasportato in Cina. Nel giro di meno di 24 ore il tentativo fallisce e il dirottatore viene ucciso.[25]
- 31 agosto 1988: un Hawker Siddeley Trident della CAAC colpisce con un'ala le luci di avvicinamento della pista 31, poco visibili per colpa del maltempo. Il carrello di atterraggio destro ne risulta danneggiato e cede al momento del touchdown. L'aereo va fuori controllo, esce di pista e cade in mare. Muoiono 7 passeggeri.[26]
- 4 novembre 1993: Un Boeing 747-400 della China Airlines non frena dopo l'atterraggio, percorre tutta la pista e cade in mare. Le condizioni meteo erano pessime e il forte vento rendeva il volo difficoltoso; tuttavia il pilota aveva deciso di tentare comunque l'atterraggio. Il touchdown avvenne oltre i 2/3 della pista, lasciando troppo poco spazio per frenare o per una riattaccata.[27] Fortunatamente vi furono solo 22 feriti lievi tra le 396 persone a bordo.
- 23 settembre 1994: Un Lockheed L-100-30 Hercules precipita poco dopo il decollo dalla pista 13 per un problema all'elica di uno dei motori. Muoiono 6 persone.[28]